# Einjährige Fetthenne
Die Einjährige Fetthenne (Sedum annuum) ist eine Pflanzenart aus der Gattung der Fetthennen (Sedum) in der Familie der Dickblattgewächse (Crassulaceae).

## Beschreibung

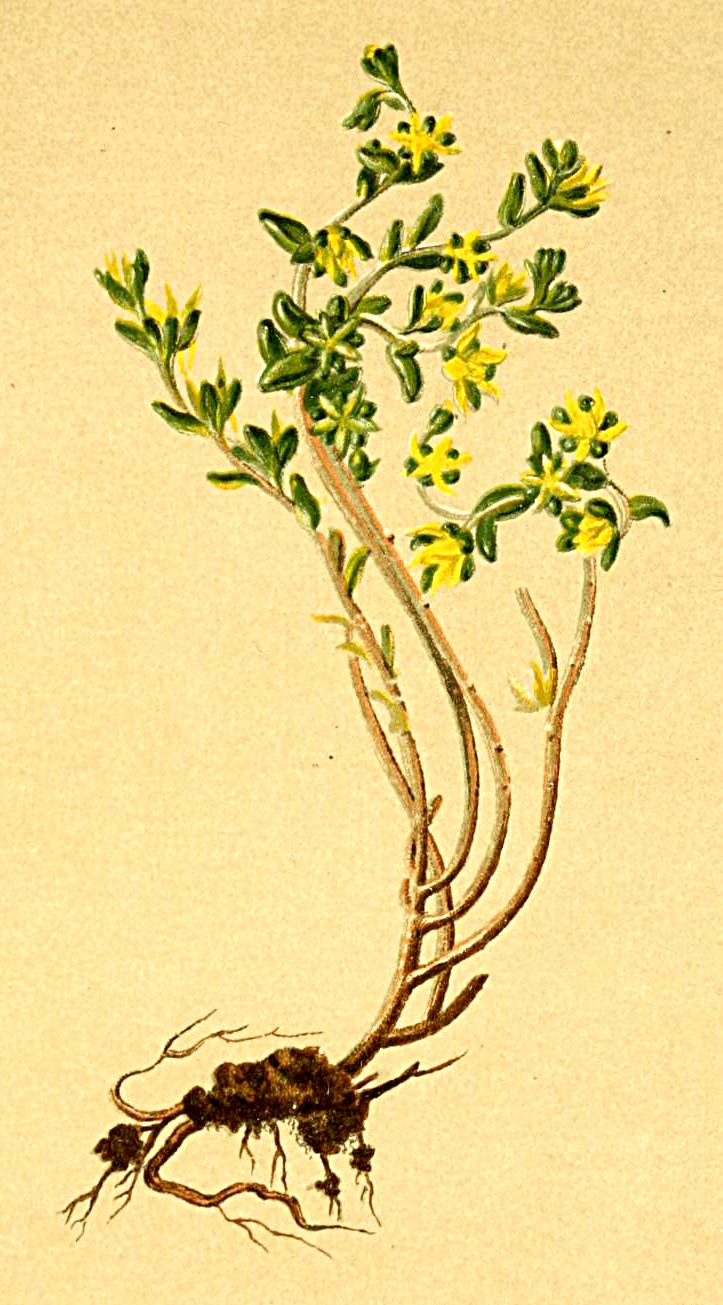
Illustration aus Atlas der Alpenflora

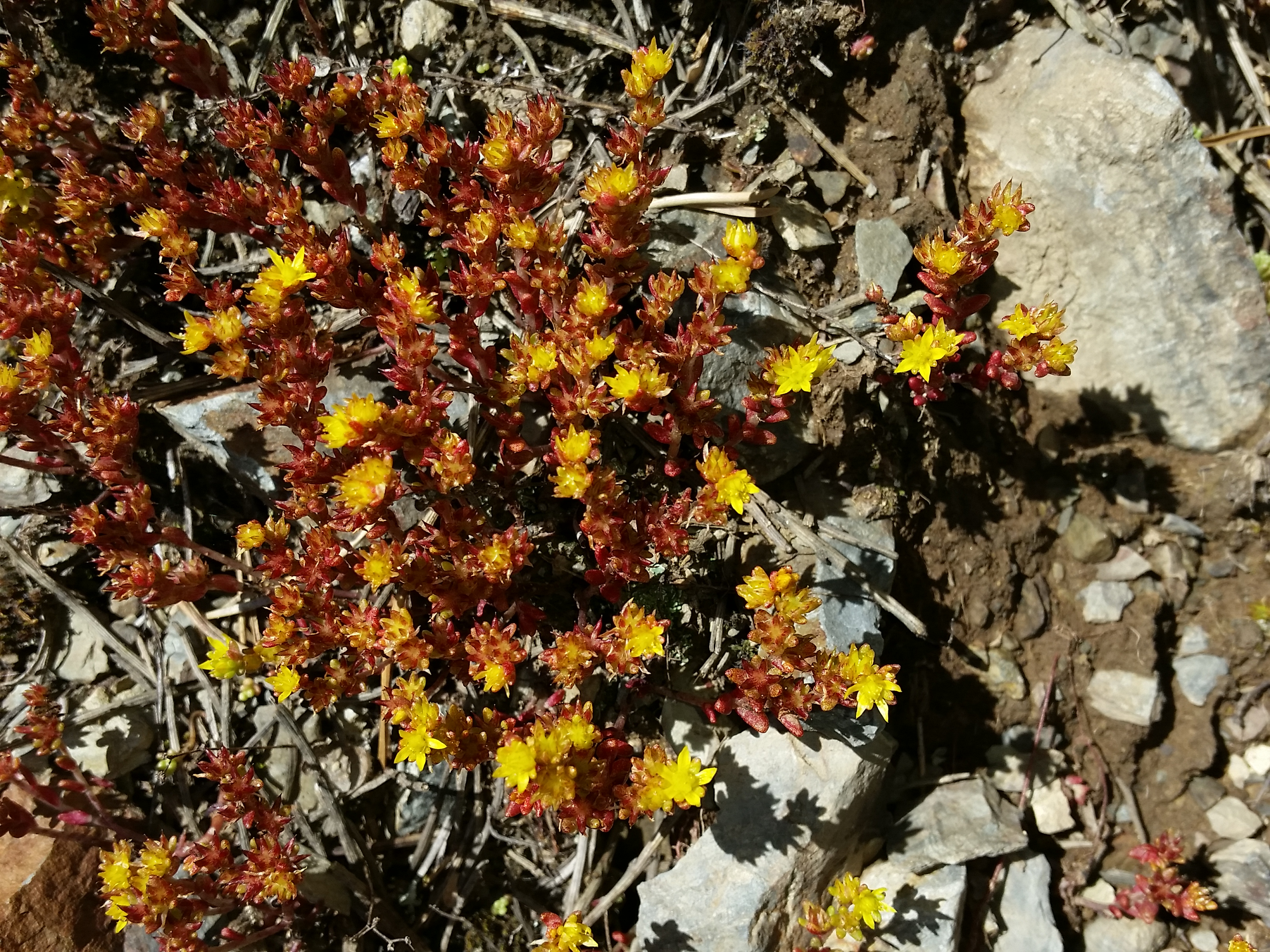
Bestand

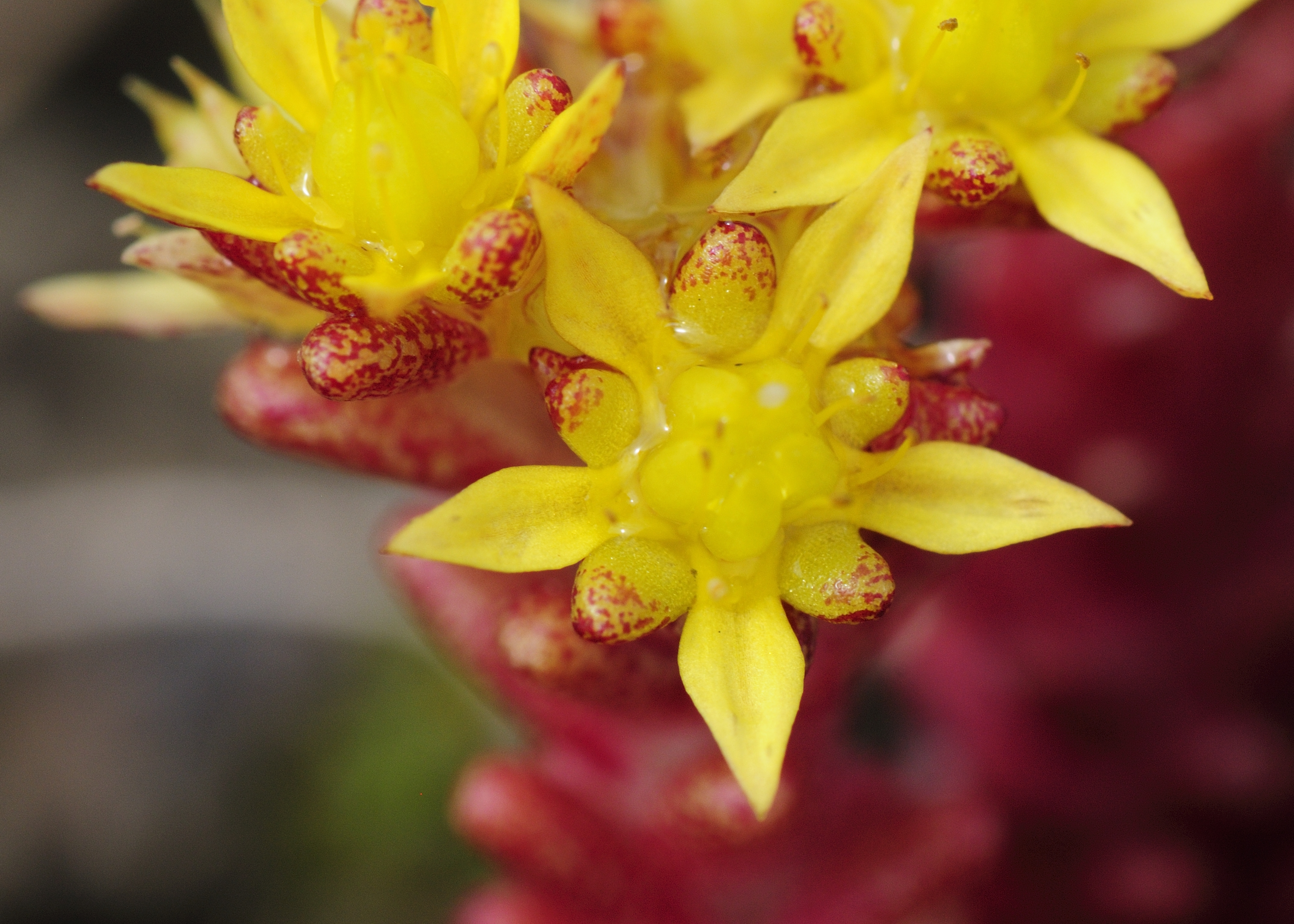
Radiärsymmetrische Blüte im Detail

### Vegetative Merkmale
Die Einjährige Fetthenne ist eine sommergrüne, einjährige sukkulente Pflanze, die Wuchshöhen von 5 bis 15 Zentimetern erreicht. Nicht blühende Triebe sind keine vorhanden. Der aufrechte Stängel ist von Grund an verzweigt und kahl. Die sukkulenten und halbstielrunden Blätter sind bei einer Länge von 5 bis 10 Millimetern linealisch mit stumpfem oberem Ende.

### Generative Merkmale
Die Blütezeit reicht von Juni bis August. Die etwa 1,5 Millimeter lang gestielten Blüten sind in verzweigten, lockeren Wickeln angeordnet. Die zwittrige Blüte ist radiärsymmetrisch und fünfzählig mit doppelter Blütenhülle. Die Kelchblätter sind eiförmig oder länglich. Sie sind 2 bis 2,5 Millimeter lang und damit halb so lang wie die Kronblätter. Die fünf hellgelben bis gelben Kronblätter sind etwa 5 Millimeter lang, ihr Abstand zueinander ist groß und das obere Ende ist zugespitzt. Es sind zwei Kreise mit je fünf Staubblättern vorhanden. Die Staubblätter sind 2,5 bis 3 Millimeter lang. Die Balgfrüchte haben ein nur kurzes Stylopodium und sind 5 Millimeter lang. Die Samen sind 0,5 bis 0,6 Millimeter lang, länglich und längsrunzelig.
Die Chromosomenzahl beträgt 2n = 22.

## Ökologie
Bei der Einjährigen Fetthenne handelt es sich um einen sommergrünen Therophyten.
Blütenökologisch handelt es sich um Scheibenblumen mit halbverborgenem Nektar. Als typische Bestäuber gelten Syrphiden, Bienen sowie Falter. Selbstbestäubung kommt oft vor.

## Vorkommen
Das Verbreitungsgebiet von Sedum annuum reicht von den Gebirgen Mittel- und Südeuropas nördlich bis Island und Grönland und östlich bis Kleinasien, zum Kaukasus und zum Iran. In Grönland ist die Art ein Neophyt.
Die Einjährige Fetthenne wächst auf kalkarmen Felsen und Urgestein, auf Mauern und Mauerkronen, auf Straßenböschungen, auch im Flussgeröll. Sedum annuum ist eine Charakterart des Sedo-Scleranthion-Verbandes und in den Alpen Charakterart des Sclerantho-Sempervivetum arachnoidei, im Schwarzwald des Sileno-Sedetum. Sie steigt im Puschlav bis 2780 Meter und im Kanton Wallis bis zu einer Höhenlage von 2800 Metern auf.
Die ökologischen Zeigerwerte nach Landolt et al. 2010 sind in der Schweiz: Feuchtezahl F = 1+w+ (trocken aber stark wechselnd), Lichtzahl L = 5 (sehr hell), Reaktionszahl R = 2 (sauer), Temperaturzahl T = 2 (subalpin), Nährstoffzahl N = 2 (nährstoffarm), Kontinentalitätszahl K = 3 (subozeanisch bis subkontinental).

## Taxonomie
Die Erstveröffentlichung von Sedum annuum erfolgte 1753 durch Carl von Linné in Species Plantarum, Tomus I, S. 432.

## Inhaltsstoffe
An Inhaltsstoffen ist die Heptose Sedoheptulose nachgewiesen.